# Drei-Spiegel-Anastigmat
Als Drei-Spiegel-Anastigmat wird ein Spiegelteleskop bezeichnet, das durch die Verwendung dreier gekrümmter Spiegel als Anastigmat ausgeführt ist, also die optischen Fehler sphärische Aberration, Koma, und Astigmatismus nicht aufweist. Damit gelingt es, ein großes Sichtfeld mit vergleichsweise kleinen Abmessungen des Spiegelsystems zu realisieren.
Eingesetzt werden diese Anastigmate in den größten Erd- und Weltraumteleskopen, dem Extremely Large Telescope und dem James Webb Space Telescope, ebenso in Teleskopen mit großem Sichtfeld und Spiegeldurchmesser, wie dem Simonyi Survey Telescope, dem Nancy Grace Roman Space Telescope, den Teleskopen der Satelliten Gaia und Euclid, sowie einer Reihe von Erdbeobachtungssatelliten.

## Hintergrund
Wenn ein Teleskop mit nur einem gekrümmten Spiegel ein Bild erzeugt, wie ein Newtonteleskop, besitzt es immer Abbildungsfehler, Aberrationen 1. Ordnung. Ist der Spiegel als Kugelsegment geformt, tritt sphärische Aberration auf. Wird durch eine paraboloide Spiegelform die sphärische Aberration beseitigt, treten Koma und Astigmatismus auf. Mit zwei gekrümmten Spiegeln ist es in bestimmten Anordnungen möglich, auch diese Fehler zu beseitigen, namentlich im Schwarzschild-Objektiv, in einem Schmidt-Teleskop, bei dem auch der Korrektor als Spiegel ausgeführt ist, und dem Couder-Teleskop. Alle drei haben jedoch für ihre praktische Anwendung ungünstige Eigenschaften: Bei den ersten beiden muss der Sekundärspiegel größer als der Hauptspiegel ausgeführt werden, letzteres besitzt eine sehr lange Bauform und der Sekundärspiegel verdeckt einen großen Teil des Hauptspiegels. Häufig werden deshalb größere Teleskope in einer Ritchey-Chrétien-Anordnung aufgebaut, bei der nur die Koma beseitigt und schon damit das Sehfeld bedeutend erweitert ist – und/oder unter Zuhilfenahme von Linsen weitere Fehler korrigiert werden. Falls diese Varianten nicht praktikabel sind, also falls beispielsweise für einen im Ultravioletten oder im Infraroten zu untersuchenden Spektralbereich keine hinreichend transparenten Materialien für Korrektorlinsen zur Realisierung des gewünschten Sichtfelds existieren, bietet sich ein Drei-Spiegel-Anastigmat mit einer ausschließlichen Verwendung von Spiegeln an.

## Konzepte

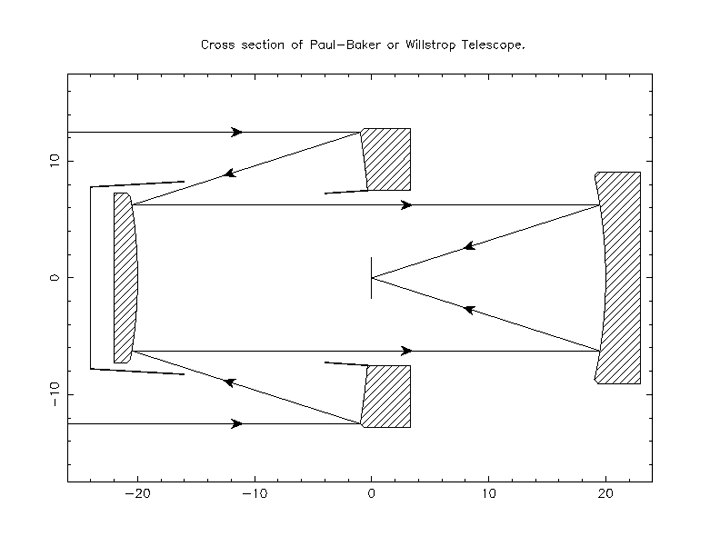
Anastigmat mit drei Spiegeln nach Willstrop

Es gelingt mit einer Reihe von Kombinationen dreier gekrümmter Spiegel, alle drei Aberrationen zu eliminieren. Während die eine oder andere Anordnung durch einen intuitiven Zugang gefunden werden konnte, erfordert eine umfassende Betrachtung das Lösen von nicht trivialen Gleichungssystemen.

### Paul-Teleskop
Das Paul-Teleskop wurde im Jahr 1935 von Maurice Paul vorgeschlagen. Der Ansatzpunkt hinter Pauls Lösung sind sphärische Spiegel, die mit einer Blende im Zentrum der Krümmung nur sphärische Aberrationen aufweisen – kein Koma oder Astigmatismus. Paul erkannte, dass eine mit dem Sekundärspiegel im Zentrum der Krümmung vorgesetzte Mersenne-Spiegelanordnung, die ebenfalls keine Koma und kein Astigmatismus aufweist, die sphärische Aberration genau dann kompensiert, wenn deren Sekundärspiegel ebenso sphärisch geformt ist.

### Paul-Baker-Teleskop
James Gilbert Baker zeigte im Jahr 1969, dass durch eine Modifikation des Paul-Teleskops mit einem vergrößerten Abstand zwischen zweiten und dritten Spiegel und einer asphärische Ausgestaltung des zweiten Spiegels zudem das Bildfeld geebnet werden konnte – und wies auf eine Variante hin, bei der der Tertiärspiegel in den Primärspiegel integrierten werden kann, von dem er dann ringförmig umgeben wird.

### Korsch-Teleskope
Generellere Lösungen für Drei-Spiegel-Anastigmaten publizierte Dietrich Korsch 1972. Die Korsch-Teleskope sind zudem für ebene Bildfelder entworfen.

### Willstrop-Teleskop
Roderick Willstrop zeigte im Jahr 1984, dass sich eine vorteilhafte Modifikation des Paul-Baker-Teleskops ergibt, wenn man den Tertiärspiegel hinter dem Primärspiegel anordnet und alle Spiegel asphärisch ausführt. Ein derartiges Teleskop besitzt bei einem Primärspiegeldurchmesser von 5 m ein beugungsbegrenztes Sichtfeld von 2°, seeingbegrenzt 4°. Willstrop schlug für diese  anastigmastische Spiegelanordnung die Bezeichnung Mersenne-Schmidt vor, da Mersenne eine Spiegelanordnung mit einem perforierten Primärspiegel skizziert hat, und die Gesamtanordnung ähnlich dem Schmidt-Teleskop ist, bei dem im Zentrum der Krümmung des finalen Spiegels der Korrektor – allerdings meist in Form einer Linse – sitzt, der wie die Mersenne-Spiegelanordnung die sphärische Aberration beseitigt.

### Cook, Rakich und Rumsey
Lacy G. Cook publizierte im Jahr 1987 einen Drei-Spiegel-Anastigmaten, der ein ebenes Bildfeld besaß und bei dem Sekundär- und Tertiärspiegel sphärisch geformt sind, was die Herstellung vereinfacht. Als Schiefspiegler besitzt diese Anordnung je nach Ausführung ein Sichtfeld von 1° × 7° bis 1° × 12°, aber auch 30° sind damit sinnvoll möglich.
Andrew Rakich und Norman Rumsey zeigten im Jahr 2002, dass es insgesamt vier Familien von Drei-Spiegel-Anastigmaten gibt, bei denen nur ein Spiegel asphärisch ist. Rakich gab kurz darauf Beispiele für derartige Teleskope.

## Realisierungen

Das optische System des ELT

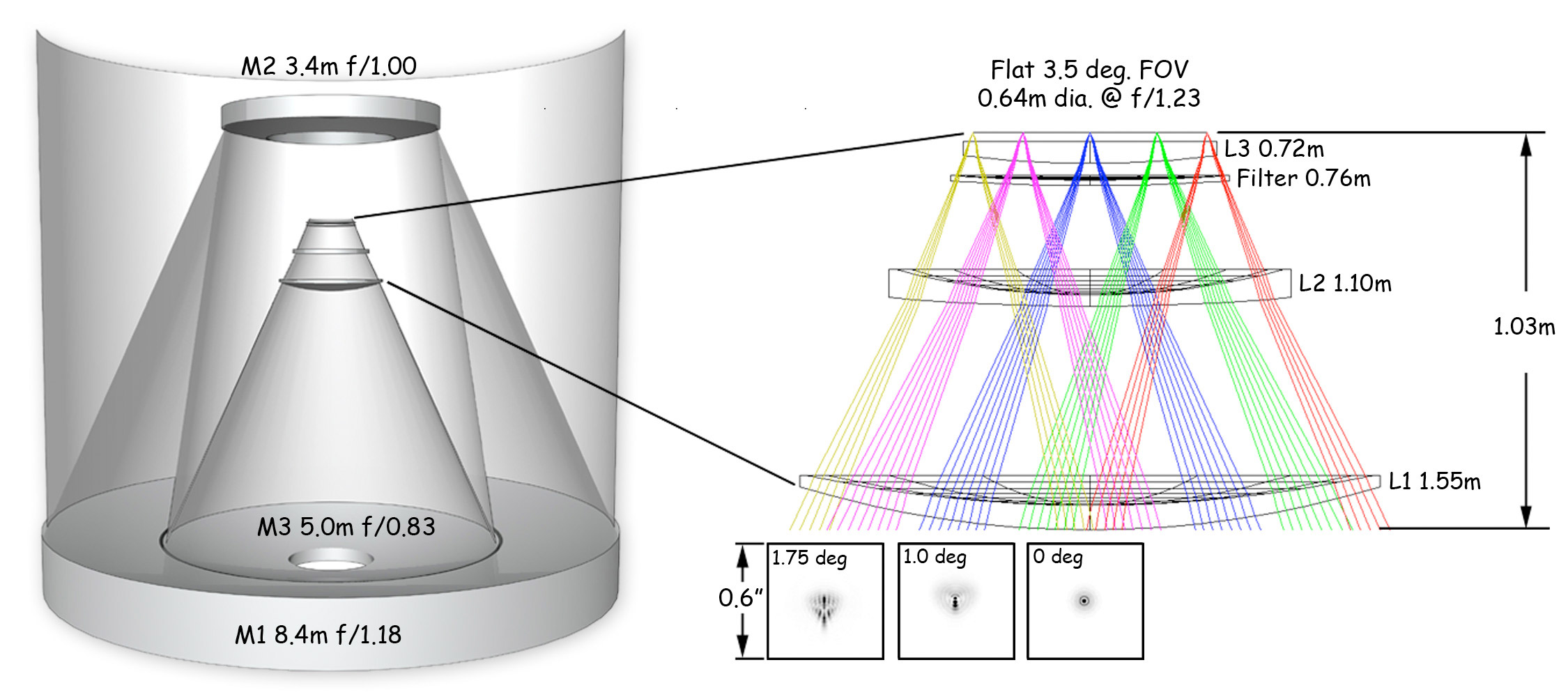
Optik des Simonyi Survey Telescope

- Das Extremely Large Telescope ist optisch ein Drei-Spiegel-Anastigmat, mit einem Primäspiegeldurchmesser von 39 m, Sekundär- und Tertiärspiegeldurchmesser von jeweils rund 4 m sowie zwei zusätzlichen ebenen Spiegeln zur Faltung des Strahlengangs.
- Das Simonyi Survey Telescope im Vera C. Rubin Observatory mit einem 8,4 m durchmessenden Primärspiegel ist ein modifiziertes Drei-Spiegel-Design nach Paul-Baker oder Laux.[8][9] Wie bei diesen  befinden sich Primär- und der 5 m durchmessende Tertiärspiegel auf gleicher Höhe und konnten so in ein Bauteil integriert realisiert werden. Zusätzlich werden noch drei Linsen zur Bildfehlerkorrektur verwendet, womit sich für ein Sichtfeld von 3,5° eine Bildauflösung von 3,2 Milliarden Pixel ergibt.
- Das James Webb Space Telescope ist ein Drei-Spiegel-Anastigmat nach Korsch mit einem ellipsoiden Primärspiegel von 6,5 m Durchmesser, hyperboloidem Sekundärspiegel und wiederum ellipsoidem Tertiärspiegel.[10][11]
- Das Nancy Grace Roman Space Telescope, das im Durchmesser des Hauptspiegels mit 2,4 m dem Hubble-Weltraumteleskop gleicht, weist aber mit dem verwendeten Drei-Spiegel-Anastigmaten ein 100-fach größeres Sichtfeld auf.[12]
- Der Astrometriesatellit Gaia trägt zwei Korsch-Teleskope. Die Bilder beider Teleskope werden auf einer rund 1 Milliarde Pixel auflösenden Kamera überlagert. Damit wird der gesamte Sternenhimmel alle 63 Tage abgebildet.
- Das Weltraumteleskop Euclid wird ein Korsch-Teleskop mit einem Primärspiegeldurchmesser von 1,2 m verwenden, dessen Bild von einer Kamera mit 600 Millionen Pixeln erfasst wird.
- Das Instrument Ralph der Raumsonde New Horizons verwendet einen Drei-Spiegel-Anastigmaten, um die Oberfläche des Plutos abzubilden.
- Die KH-11-Kennen-Teleskope (oder vielleicht die inzwischen gestrichenen Future Imagery Architecture-Teleskope) könnten ein Drei-Spiegel-Anastigmat sein, da die der NASA vom National Reconnaissance Office zur Verfügung gestellten Ersatzteleskope von dieser Form sind.
- Die Erdbeobachtungssatelliten Deimos-2 und DubaiSat-2 sind beide mit einem Drei-Spiegel-Anastigmat-Teleskop nach dem Korsch-Design ausgestattet.[13][14]
- Das Drei-Spiegel-Teleskop-Projekt der Universität Cambridge[15] umfasst ein 1985 gebautes 100-mm-Arbeitsmodell und einen 1986 gebauten 500-mm-Prototyp.